# Alba Trissina
Alba Trissina (ca. 1590) o Alba Tressina, fou una compositora i monja italiana.

## Biografia
Va ser carmelitana al monestir de Santa Maria in Araceli a Vicenza, i va estudiar amb Leone Leoni, que també va conservar i va publicar quatre de les seves obres. Leoni li va dedicar el seu Quarto Libro l'any 1622.

## Obres
Quatre motets per a veu alta a Sacri fiori de Leoni: quarto libro de motettia són totes les seves composicions que sobreviuen.
- Vulnerasti cor meum A: la seva obra més destacada
- Quaemadmodum A
- In nomine Iesu AA
- Anima mea AAT